# Grand prix de la danse du Syndicat de la critique
 (juin 2021).
Si vous disposez d'ouvrages ou d'articles de référence ou si vous connaissez des sites web de qualité traitant du thème abordé ici, merci de compléter l'article en donnant les références utiles à sa vérifiabilité et en les liant à la section « Notes et références ».
Le grand prix de la danse du Syndicat de la critique est une récompense décernée annuellement par le Syndicat de la critique pour le meilleur spectacle de danse créé en France au cours de la saison écoulée (de septembre à juillet).

## Liste des lauréats
- 2001-2002 : Petit Psaume du matin et Les Philosophes de Josef Nadj
- 2002-2003 : Les applaudissements ne se mangent pas de Maguy Marin
- 2003-2004 : W.H.A. de Régine Chopinot (Centre chorégraphique national de La Rochelle)
- 2004-2005 : Les Inconsolés d'Alain Buffard (Compagnie Les Subsistances-Centre Pompidou)
- 2005-2006 : Régi de Boris Charmatz (Théâtre de la Bastille)
- 2006-2007 : Basso Ostinato de Caterina Sagna (Théâtre de la Bastille)
- 2007-2008 : Turba de Maguy Marin (Festival de Cannes)
- 2008-2009 : To Be Straight with You de Lloyd Newson (DV8 Physical Theatre, Maison des arts de Créteil)
- 2009-2010 : El final de este estado de cosas, Redux d'Israel Galvan (Festival Montpellier Danse, Festival d'Avignon, Théâtre de la Ville)
- 2010-2011 : Nya d'Abou Lagraa (Biennale de la danse de Lyon, Suresnes Cité Danse)
- 2011-2012 : Une dernière chanson de Thierry Malandain (Opéra de Reims)
- 2012-2013 :
- 2013-2014 : D'après une histoire vraie de Christian Rizzo (Festival d'Avignon, Théâtre de la Ville)[2]
- 2014-2015 : Disappearing Act, chorégraphie et musique Hofesh Shechter (Théâtre des Abbesses)[3],[4]
- 2015-2016 : Tristan und Isolde : « Salue pour moi le monde ! », chorégraphie Joëlle Bouvier (Ballet du Grand Théâtre de Genève)
- 2016-2017 : Ocd love, chorégraphie Sharon Eyal et Gay Behar, Chaillot- Théâtre National de la Danse, Paris – Montpellier Danse
- 2017-2018 : Finding now, chorégraphie Andrew Skeels, Théâtre de Suresnes Jean Vilar/Festival Suresnes Cités Danses
- 2018-2019 : Venezuela, chorégraphie  Ohad Naharin (Chaillot-Théâtre National de la Danse)
- 2019-2020 : Body and Soul de Crystal Pite (Opéra de Paris) et Une maison de Christian Rizzo (Montpellier Danse)
- 2020-2021 :
- 2021-2022 : Dorothée Gilbert, Marion Barbeau et Brigitte Lefèvre[5]
- 2023 : L’envahissement de l’être (danser avec Duras) de Thomas Lebrun[6]
- 2024 : Black Lights de Mathilde Monnier[7]